# ר
La resh (ר, pronunciado [ʁ]) es la vigésima letra del alfabeto hebreo. Equivale a la letra fenicia resh (𐤓).
Está emparentada con la rho (Ρ, ρ) del alfabeto griego, con la R (R, r) del alfabeto latino y su equivalente en el alfabeto cirílico (р).
Su nombre hebreo es רֵישׁ

## Escritura
| Variantes ortográficas      | Variantes ortográficas      | Variantes ortográficas      | Variantes ortográficas | Variantes ortográficas |
| Varias fuentes de impresión | Varias fuentes de impresión | Varias fuentes de impresión | Cursivo                | Rashi                  |
| Serifa                      | Sans-serif                  | monoespaciado               | Cursivo                | Rashi                  |
| --------------------------- | --------------------------- | --------------------------- | ---------------------- | ---------------------- |
| ר                           | ר                           | ר                           |                        |                        |

## Pronunciación
Resh representa una consonante rótica que tiene realizaciones diferentes según el dialecto:
- En hebreo israelí moderno, la pronunciación mayoritaria es de fricativa uvular sonora [ʁ].
- Los ashquenazi la pronuncian a veces como vibrante uvular [ʀ] o un vibrante alveolar [r].
- Los sefardíes y mizrajíes utilizar una vibrante alveolar [r], simple alveolar [ɾ] o múltiple [ʀ].

Resh, junto con Ayin, Aleph, Hei y Het, no recibe un daguesh por convención. En la tradición yemenita, resh es tratada como la mayoría de las otras consonantes en el sentido de que puede recibir un dagesh hazak bajo ciertas circunstancias. En la versión más aceptada de la Biblia hebrea, hay 17 casos en los que Resh está marcado con un dagesh.
En gematria, resh representa el número 200.

## Como abreviatura
Resh como abreviatura puede significar rabino (o rav, rebe, rabban, rabbenu y otras construcciones similares).
Resh puede encontrarse después del nombre de una persona en una lápida para indicar que la persona fue rabino u otro uso enmarcado como <i>rav</i>, un término genérico para un maestro o guía espiritual personal.